# دوفنهام (تشيشير)
دوفنهام (بالإنجليزية: Davenham)‏ هي قرية وأبرشية مدنية تقع في المملكة المتحدة في إنجلترا. يقدر عدد سكانها بـ 5,655 نسمة .

## أعلام
- تشارلز إيكلس
- ستيف وودز